# SNP Dome
Der SNP Dome (Eigenschreibweise: SNP dome) ist eine Mehrzweckhalle im Stadtteil Kirchheim der baden-württembergischen Großstadt Heidelberg. Sie ist neben dem Schul- und Vereinssport (rund 260 Tage im Jahr) auch Spielstätte der MLP Academics Heidelberg (Basketball). Die Rhein-Neckar Löwen (Handball) wollen die Halle als Zweitspielstätte neben der SAP Arena für kleinere Heimspiele im DHB-Pokal und in der Gruppenphase des internationalen Wettbewerbs nutzen. Des Weiteren sind kulturelle Veranstaltungen und Tagungen geplant.

## Geschichte
Die Bau- und Servicegesellschaft mbH (BSG), eine Tochtergesellschaft der städtischen Gesellschaft für Grund- und Hausbesitz mbH Heidelberg (GGH) arbeitete seit Ende 2013 an der Vorbereitung und Planung des Neubaus mit. 2016 hatte der Gemeinderat die BSG mit dem Bau und Betrieb der Halle beauftragt. Am 29. Juni 2017 wurde der Bau der Großsporthalle Heidelberg vom Gemeinderat mit einem finanziellen Umfang von 28 Mio. Euro beschlossen. Der Entwurf für den Neubau stammt von Turkali Architekten. Die BAM Sports GmbH aus Düsseldorf wurde im Mai 2018 als Generalübernehmer für den Bau der Sport- und Veranstaltungsarena verpflichtet.
Am 21. September 2018 wurde auf dem ehemaligen Kasernengelände Patton Barracks an der Speyerer Straße der erste Spatenstich für das Projekt durchgeführt. Auf dem 15 Hektar großen Areal entsteht seit 2017 der Heidelberg Innovation Park (hip). Im Juni 2019 konnte auf der Baustelle Richtfest gefeiert werden. Durch verschiebbare Teleskoptribünen werden sich verschiedene Spielfelder mit variablen Abmessungen erstellen lassen. Zu Basketballspielen stehen seit der Saison 2023/2024 4410 Plätze (3352 Sitz- und 1058 Stehplätze) zur Verfügung. Handballpartien sollen von 4134 Zuschauern (2658 Sitz- und 1476 Stehplätze) verfolgt werden können. 250 Besucher werden im Business Club des Hospitality-Bereichs Platz finden. Hinzu kommen sechs Logen und 140 Business-Seats.
Ende Januar 2020 wurde bekannt, dass das Softwareunternehmen SNP Schneider-Neureither & Partner Namenssponsor wird. In Zukunft wird die Halle SNP dome heißen. Die Vereinbarung hat eine Laufzeit von zehn Jahren.
Ende Februar 2021 wurde ein Testlauf durchgeführt. Als eine der letzten Arbeiten wurde Anfang März das Logo an der Fassade montiert. Mitte März war die Veranstaltungshalle betriebsbereit. Am 25. März wurde das Eröffnungsspiel ohne Publikum mit einer Partie der MLP Academics Heidelberg ausgetragen. Die Heidelberger unterlagen gegen die Eisbären Bremerhaven mit 81:85. Am 20. März trug der Verein gegen die Paderborn Baskets sein letztes Spiel in der Halle des Olympiastützpunktes Rhein-Neckar (damals Bundesleistungszentrum), wo er seit der Saison 1972/73 beheimatet war, aus.
Erstmals bei einem Basketballspiel ausverkauft war der SNP Dome am 5. Februar 2023 gegen Alba Berlin (19. Spieltag). Es waren 4.136 Zuschauer in der Arena.